# 拉沙佩勒代富日雷
拉沙佩勒德富日雷（法語：La Chapelle-des-Fougeretz，法語發音：[la ʃapɛl de fuʒʁɛ]）是法国伊勒-维莱讷省的一个市镇，位于该省中部偏北，属于雷恩区和雷恩都会区，其市镇面积为8.71平方公里，2022年1月1日时人口数量为4603人。
拉沙佩勒德富日雷是雷恩都会区的组成部分，是雷恩的一个卫星城。

## 行政
拉沙佩勒德富日雷的邮政编码为35520，INSEE市镇编码为35059。当地居民被称为。

## 地理

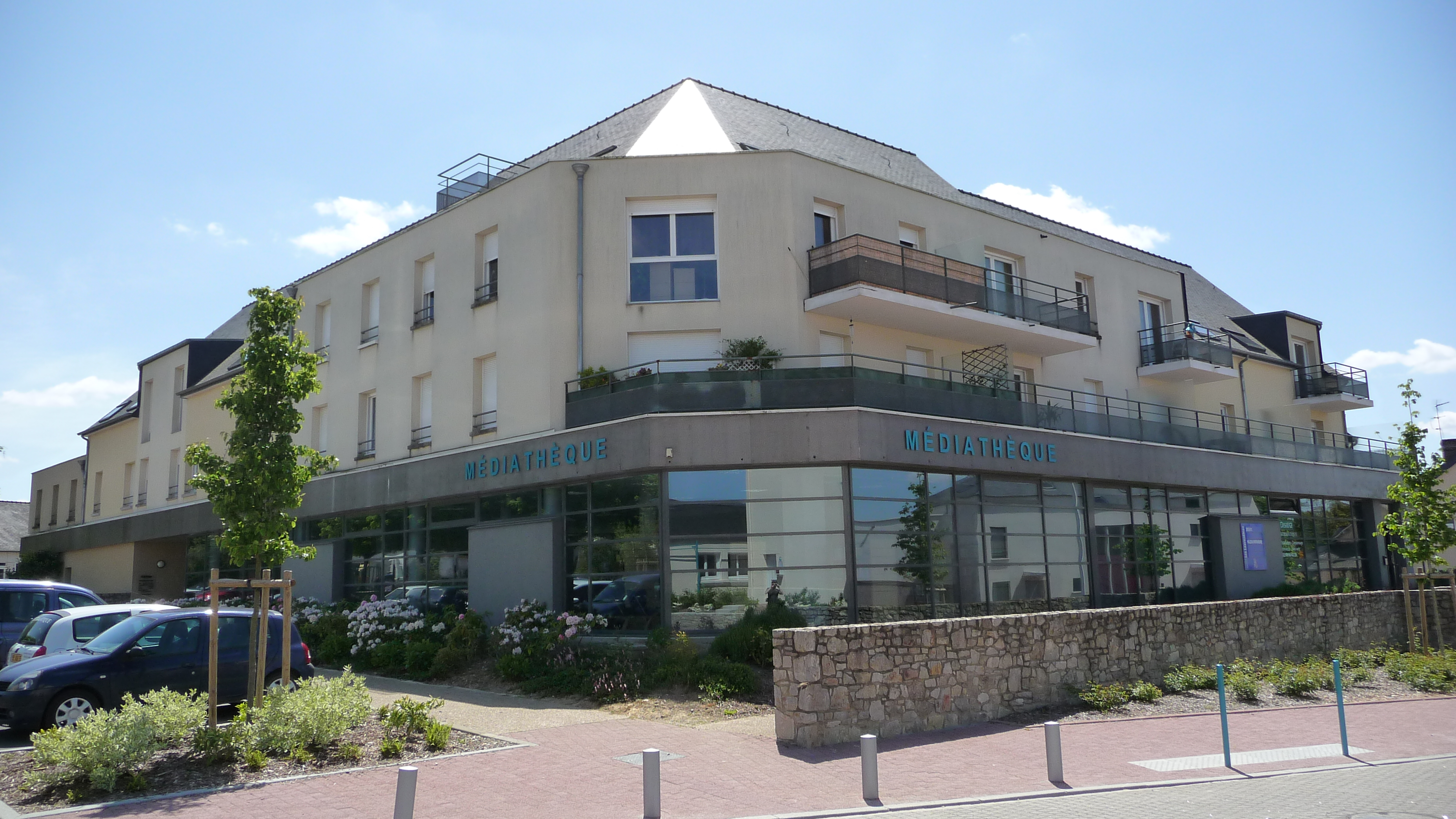
拉沙佩勒德富日雷多媒体中心

拉沙佩勒德富日雷（48°10'38"N, 1°43'58"W）位于法国西北部，布列塔尼大区东部和伊勒-维莱讷省中部偏北，距离省会雷恩大约8公里。
与拉沙佩勒德富日雷接壤的市镇包括：拉梅济耶尔、默莱斯、蒙热尔蒙、帕塞、圣格雷瓜尔。
拉沙佩勒德富日雷境内地势平坦，海拔在41至95米之间。
按照柯本气候分类法，拉沙佩勒德富日雷属于较为典型的温带海洋性气候，全年温差较小，降水分布均匀。

## 交通
伊勒-维莱讷省省道D231线、D431线和D637线经过拉沙佩勒德富日雷境内。雷恩公交52路经过拉沙佩勒德富日雷境内并设有六个车站。

## 政治
现任拉沙佩勒德富日雷市长为安娜·勒弗洛克女士（Anne Le Floch），她是法国共产党的一名成员。

## 人口
| 年份   | 1936 | 1946 | 1954 | 1962 | 1968 | 1975  | 1982  | 1990  | 1999  | 2005  | 2010  | 2015  | 2018  |
| ------ | ---- | ---- | ---- | ---- | ---- | ----- | ----- | ----- | ----- | ----- | ----- | ----- | ----- |
| 人口數 | 516  | 551  | 580  | 548  | 644  | 1,077 | 1,791 | 2,513 | 3,306 | 3,576 | 3,944 | 4,806 | 4,735 |

## 友好城市
- 德国 卡尔希罗伊特
- 英格兰 萊奇萊德